# Triodontella lujai
Triodontella lujai är en skalbaggsart som beskrevs av Moser 1917. Triodontella lujai ingår i släktet Triodontella och familjen Melolonthidae. Inga underarter finns listade i Catalogue of Life.